# عبد الأعلى بن السمح
أبو الخطاب عبد الأعلى بن السمح المعافر، طرابلسي عربي من قبيلة حضرموت، دانت له طرابلس ثم القيروان وبرقة وفزان، وأسس دولة إباضية هناك، وحارب ورفجومة الصفرية. واختار أبو الخطاب زميله في العلم عبد الرحمن بن رستم قاضيا في طرابلس. ومن أهم أعماله غزوا ورفجومة و معركة معركة مغمدامس 759